# 8 cm Feldkanone M. 18
Il 8 cm Feldkanone M. 18 era un cannone campale austro-ungarico realizzato dalla Böhler ed impiegato limitatamente dall'Esercito imperial regio durante la prima guerra mondiale.
Il calibro standard per i cannoni da campagna austro-ungarici era di 76,5 mm, ma quando la prima guerra mondiale finì erano in corso prove con il più pesante M. 18 in calibro 83,5 mm, cosicché solo 6 di questi cannoni erano stati consegnati prima della fine delle ostilità. Le informazioni sul servizio post-bellico non sono chiare, ma sembra che il M. 18 dopo la dissoluzione dell'Impero, passò negli arsenali austriaci. Con l'Anschluss, queste armi furono requisite dalla Wehrmacht con la denominazione 8 cm leichte Feldkanone 18(ö), ma probabilmente non furono immesse in servizio a causa della munizione non standard.
Il M. 18 era basato un progetto molto più innovativo rispetto al 8 cm Feldkanone M. 17 della Škoda. L'assale ribassato permetteva all'intero affusto di brandeggiare senza spostare né il vomero né le ruote. Per l'impiego in montagna potevano essere installate uno speciale set di ruote più piccole e poteva, inoltre, essere scomposto in tre carichi, distribuiti su altrettanti carrelli a trazione animale.